# Fernando Silva Sande
Fernando Silva Sande (Carnota, La Coruña, 1954) es un exmiembro de la organización GRAPO, de cuyos comandos fue responsable. Utilizó el alias de "Antón" en la organización terrorista.

## Biografía
Silva Sande se integró en la Organización Marxista–Leninista de España (OMLE), antecesor del Partido Comunista de España (reconstituido), en 1974. En 1975 ingresó en el PCE(r). Trabajó un tiempo en la fábrica de armas de La Vega, en Oviedo. Tras diplomarse en Magisterio, en el verano de 1976 cometió su primer delito, al huir de un cuartel de Infantería de Santiago de Compostela, en el que hacía la mili, con 16 pistolas y tres subfusiles. Ese año se convirtió en el responsable de los GRAPO en Barcelona. En enero de 1977 participó en el secuestro del teniente general Emilio Villaescusa, presidente del Consejo Superior de Justicia Militar, así como en un atraco a una oficina de la Caja Postal de Ahorros en Madrid, en la que murió un guardia civil y otros tres resultaron heridos. 
Detenido en Barcelona en febrero de 1977, permaneció en prisión hasta mayo de 1988. En 1981 participó en una huelga de hambre de presos del GRAPO, en protesta por el régimen de encarcelamiento, por lo que tuvo que ser trasladado en estado crítico desde la prisión de Zaragoza al hospital penitenciario de Carabanchel, en Madrid.
Tras su salida de la cárcel, en agosto se integró de nuevo en la organización, haciéndose cargo del comando "itinerante" de esta. A su frente participa en varios atracos, entre ellos el de la sucursal del Banco de España en Santiago de Compostela (marzo de 1989) en el que mueren dos guardias civiles, y el de la Delegación de Hacienda de Gijón (diciembre del mismo año), en el que resultan muertos otros dos guardias civiles. Detenido un año después, en septiembre de 1990 protagonizó un intento fallido de fuga de la prisión de Cartagena. Como resultado de ello fue trasladado de prisión, pasando por la de Granada, Alcalá-Meco y de nuevo Granada. El 31 de marzo de 1992 logró fugarse, volviendo a la militancia en los GRAPO, En el momento de su fuga, se encontraba a la espera de juicio por dos asesinatos atribuidos a los GRAPO: el coronel retirado de Infantería Manuel López Muñoz (15 de junio de 1990), y José Ramón Muñoz Fernández, jefe de medicina interna del Hospital Miguel Servet de Zaragoza (17 de marzo de 1990), que se había encargado de alimentar en contra de su voluntad a 17 miembros del GRAPO en huelga de hambre.
El 1 de julio de 1994, residiendo en Barcelona, organizó el robo violento a un camión de Prosegur en San Quirce del Vallés, colocando explosivos en los bajos del blindado, hiriendo a los tres guardias y llevándose consigo un botín de más de 150.000 euros. Su última acción de envergadura fue su participación en el secuestro, en junio de 1995, del industrial zaragozano Publio Cordón, del que nunca volvió a saberse, a pesar de que los GRAPO afirmaron en su momento que había sido liberado tras haberse pagado el rescate. Silva Sande formaba parte del comando que se encargó del secuestro y de la custodia de Cordón en su cautiverio. En noviembre de 2000 fue detenido en Francia junto a otros seis miembros de los GRAPO, entre ellos el "camarada Arenas", líder de la organización. Condenado a prisión por asociación de malhechores con fines terroristas, fue entregado temporalmente a España en 2005 y extraditado definitivamente en 2007, y juzgado por el secuestro de Publio Cordón, siendo condenado a 28 años de cárcel. En diversos juicios se consideró probado que había ordenado el asesinato del coronel López Muñoz (29 años de cárcel), el del médico José Ramón Muñoz (30 años) y que había participado en el asalto a un furgón blindado en Vigo en el que resultaron muertos dos vigilantes en mayo de 2000 (135 años, luego reducidos a 129).
Tras la detención de Silva Sande en Francia, salió a la luz su distanciamiento de la organización. De acuerdo con su abogada, "Silva renegó en 2000 de los GRAPO tras un proceso de reflexión". En el juicio que se celebró en enero de 2010 en relación con el asalto al furgón blindado de Vigo, sus antiguos compañeros afirmaron que Silva Sande había sido expulsado tras el asalto, por haber puesto en peligro la vida de compañeros. También le acusaron de haber violado a una de sus compañeras, otra de las razones alegadas para su expulsión. La abogada de Silva Sande afirmó que las relaciones sexuales fueron consentidas y que todo se trataba de una venganza por haber dejado los GRAPO.
A finales de 2008, Silva Sande se ofreció a colaborar con la justicia española para aclarar casos no resueltos de los GRAPO. En agosto había dirigido un escrito a la Audiencia Nacional en el que pedía perdón a sus víctimas:

Pido perdón a título individual por mi etapa de militante [..] Los hechos no se pueden cambiar, pero quisiera disculparme por el daño y el dolor causado.

También ha calificado a los GRAPO de "secta medieval". Respecto a su colaboración con la justicia, Silva Sande declaró que Publio Cordón había muerto durante su secuestro. De acuerdo con sus declaraciones, Cordón habría muerto pocos días después de ser secuestrado, al haber tratado de huir por una ventana de su lugar de cautiverio, en Bron, en la periferia de Lyon. En su intento de huida, Cordón habría caído de la ventana y muerto en el acto. Silva Sande lo habría enterrado en el bosque, en la zona del monte Ventoux. Sin embargo, aunque las policías española y francesa rastrearon la zona, nunca encontraron los restos del empresario.